# Amaury García
Amaury García Moreno (ur. 19 grudnia 2001 w mieście Meksyk) – meksykański piłkarz występujący na pozycji środkowego pomocnika, od 2024 roku zawodnik Cruz Azul.